# Tympanocompus congicus
Tympanocompus congicus är en insektsart som beskrevs av Max Beier 1957. Tympanocompus congicus ingår i släktet Tympanocompus och familjen vårtbitare. Inga underarter finns listade i Catalogue of Life.